# Rivierdubbeltandmos
Rivierdubbeltandmos (Didymodon nicholsonii) is een soort uit het geslacht dubbeltandmos (Didymodon). Deze broedkolonist komt voor op steen en schors.

## Determinatie
De kenmerkende geelgroene gemmen zijn zeer klein en onopvallend aanwezig op de bovenste helft van de bladschijf. Rivierdubbeltandmos is pas na enige oefening te onderscheiden van muurdubbeltandmos (Didymodon vinealis).

## Ecologie
De planten groeien op beslibde basalt- en betonblokken op kribben, op baksteenpuin en zelfs op kunststofmatten (geotextiel) dat gebruikt wordt ter versteviging van de kribben. De planten groeien in en boven de zone waarin de mossenvegetatie van het kribbenmos-verbond voorkomen. Alleen bij hoog water staan zij onder water. Ook in de uiterwaarden komt de soort voor, op bijvoorbeeld duikers en sluisjes, boomvoeten en dood hout. 

## Verspreiding
Lange tijd werd gedacht dat rivierdubbeltandmos een endeem van Groot-Brittannië was. Anno 2007 is de soort ook bekend uit België, Frankrijk, Duitsland, Portugal, Spanje, Turkije, Californië en Nederland. In Nederland is rivierdubbeltandmos zeldzaam. De eerste Nederlandse vondst stamt uit 1988. Het staat niet op de rode lijst en is niet bedreigd. Rivierdubbeltandmos is algemeen in het rivierengebied langs Waal en Nederrijn/Lek en is ook meermalen gevonden langs de Friese IJsselmeerkust. In Baden-Württemberg is de soort voor het eerst in 1963 gevonden. Nu komt de soort daar massaal voor langs de Bovenrijn. Of dat een kwestie is van een uitbreiding of van over het hoofd zien in het verleden is niet duidelijk.